# Femi Kuti

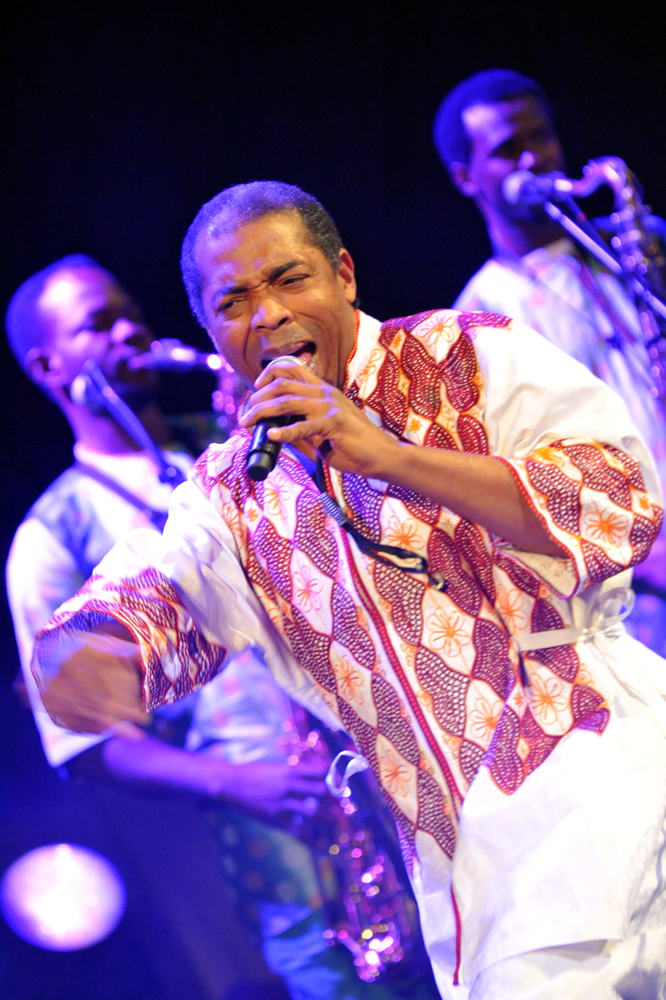
Actuació al Warszawa Cross Culture Festival – 25 setembre 2011

Olufela Olufemi Anikulapo Kuti (Londres, Anglaterra, 16 juny 1962), més conegut com a Femi Kuti, és un músic nigerià i el fill gran de Fela Kuti, un dels pioners de l'afrobeat.

## Biografia
En Femi va néixer a Londres i va créixer a l'antiga capital nigeriana, Lagos. La seva mare aviat va deixar el seu pare, emportant-se a Femi a viure amb ella. El 1977, però, en Femi va decidir anar a viure amb el seu pare. En Femi va començar a tocar el saxòfon als 15 i va acabar sent membre del grup del seu pare.
Com el seu pare, Femi Kuti ha mostrat un gran compromís amb causes polítiques i socials al llarg de tota la seva carrera.
Va crear Positive Force, el seu propi grup, ala darreria dels anys 1980 amb Dele Sosimi, dels Gbedu Resurrection, i anterior teclista del grup de Fela Anikulapo Kuti. La seva carrera internacional va començar el 1988 quan va ser convidat pel Centre cultural francès de Lagos i Christian Mousset per actuar al Festival d'Angulema (França), el The new morning club de París i el Moers Festival d'Alemanya.
El 2001, en Femi va col·laborar a Fight to Win amb diversos músics dels Estats Units, incloent Common, Mos Def, i Jaguar Wright.
El 2002, la seva mare va morir als 60 anys.
Igual que el seu pare, ha rebut força queixes per algunes lletres crítiques amb Nigèria, concretament per les cançons «Sorry Sorry», «What Will Tomorrow Bring» i «97».
Ha estat nominat quatre vegades pels premis Grammy a la categoria de músiques del món el 2003, el 2010, el 2012 i el 2013 però mai n'ha guanyat cap.

## Discografia
- No Cause For Alarm? (1989, Polygram)
- M.Y.O.B. (1991, Meodie)
- Femi Kuti (1995, Tabu/Motown)
- Shoki Shoki (1998, Barclay/Polygram/Fontana MCA)
- Fight to Win (2001, Barclay/Polygram/Fontana MCA/Wraase)
- "Ala Jalkoum" (a l'àlbum Rachid Taha Live) (2001, Mondo Melodia)
- Africa Shrine (CD Viu) (2004, P-Parra)
- Live at the Shrine (un DVD en edició de luxe) + Africa Shrine (CD Viu) (2005, Palm Pictures/Umvd)
- The Best of Femi Kuti (2004, Umvd/Wraase)
- Femi Kuti The Definitive Collection (2007, Wrasse Rècords)
- Grand Theft Auto IV (2008, SI99)
- Hope for the Hopeless (2008) Col·laboració amb Brett Dennen
- Day by Day(2008, Wrasse Rècords)
- "Vampires" (en l'àlbum Radio Retaliation de Thievery Corporation) (2008, ESL Music)
- Africa for Africa (2010, Wrasse Records)
- No Place for My Dream  (2013, Knitting Factory Records)